# Різа Дурмісі
Різа Дурмісі (нім. Riza Durmisi, нар. 8 січня 1994, Ісхой, Данія) — данський футболіст албанського походження, фланговий захисник італійського клубу «Лаціо» та національної збірної Данії.

## Клубна кар'єра
Різа Дурмісі народився в Данії в родині вихідців з Албанії. З 2000 року почав займатися футболом в академії клубу «Брондбю». У серпні 2012 року Різа дебютував у першій команді у турнірі данської Суперліги. Влітку 2013 року футболіст підписав з клубом новий контракт, який був розрахований до 2016 року. По завершенню сезону зацікавленість у послугах футболіста виявляв ряд європейських клубів. Серед яких були французька «Тулуза» та турецький «Фенербахче».
Та у травні 2016 року Дурмісі підписав п'ятирічний контракт з іспанським «Бетісом». І в серпні того року зіграв свій перший матч у складі севільського клуба.
Влітку 2018 року Дурмісі перейшов до італійського клубу «Лаціо», з яким уклав п'ятирічну угоду. Сума трансферу становила 6,5 млн євро. Та закріпитися в основі римського клубу данець не зумів і наступні два сезони провів в оренді. Спочатку це була французька «Ніцца», а 2021 рік футболіст провів також в Італії, де грав в оренді у клубі «Салернітана».

## Збірна
Маючи албанське походження, Дурмісі на міжнародній арені обрав збірну Данії. У 2011 році у складі юнацької збірної Данії (U-17) він брав участь у юнацькій першості Європи. Того ж року Дурмісі грав на юнацькому чемпіонату світу, що проходив у Мексиці.
8 червня 2015 року у товариському матчі проти команди Чорногорії Різа Дурмісі дебютував у національній збірній Данії.

## Досягнення
Лаціо
 Переможець Кубка Італії: 2018/19